# Базиліка Відвідин Пресвятої Діви Марії в Кракові (На Піску)
50°03′55″ пн. ш. 19°55′55″ сх. д. / 50.06516667° пн. ш. 19.93188889° сх. д.
Шаблон:Świątynia chrześcijańska infobox

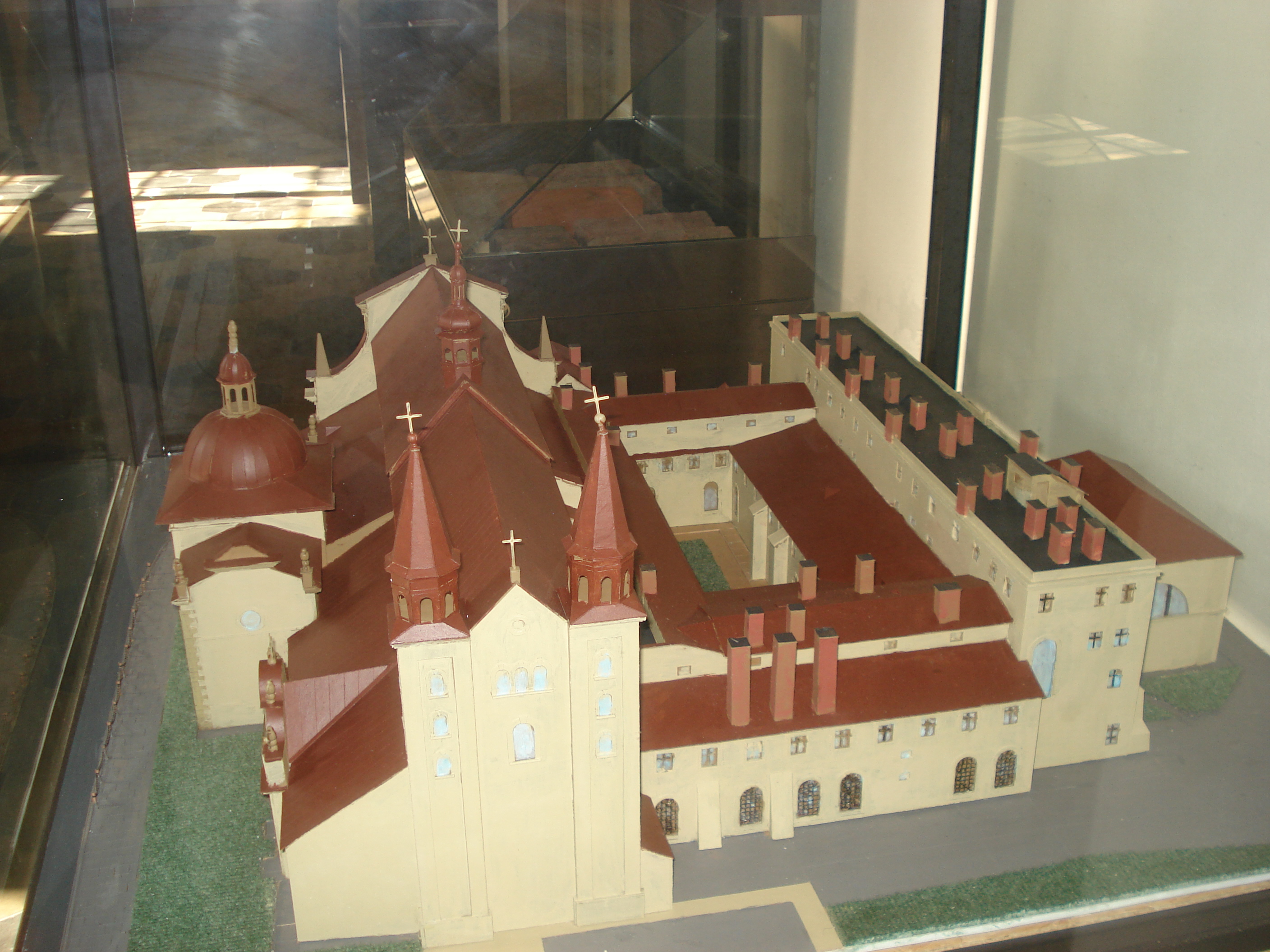
Макет базиліки (церкви Відвідин Пресвятої Діви Марії), розташованої в монастирських клуатрах

Базиліка Відвідин Пресвятої Діви Марії (на Піску) — римо-католицька парафія та монастирський костел кармелітів, розташований у Кракові в І районі на вул. Кармеліцькій, 19, на Піску .

## Історія костелу
Згідно з легендою, будівництво костелу розпочав Владислав I Герман в XI столітті, а саме будівництво розпочалося у 1395 році із заснування церкви св. Ядвіги Анжуйської Владиславом II Ягелло. Через два роки храм був переданий ордену кармелітів з Праги. У заснуванні брали участь краківські єпископи Ян Радліца та Пьотр Виш. Готичний костел серйозно постраждав у 1587 році під час облоги Кракова імператором Максиміліаном Габсбургом. Його відбудували за фінансової допомоги Анни Ягеллонки, а в 1588 році тут поховали претендента на польську корону Генріха XI. Храм був знову знищений під час шведської навали, теперішній вигляд отримав завдяки перебудові в другій половині XVII ст. Відбудований костел освятив єпископ Миколай Оборський 23 квітня 1679 р. Під час Барської конфедерації костел зайняли росіяни і звідси обстрілювали Краків. Пошкоджені військовими діями стіни храму були відремонтовані завдяки фінансовій підтримці єпископа Каєтана Солтика. Наступні консерваційні роботи проводились у 1929–1939 рр. під керівництвом Францішека Мончинського та знову у 1983 р. З 1997 р. костел є малою базилікою.

## Архітектура та інтер'єр костелу
Храм являє собою тринефну базиліку з фасадом, побудованим за зразком римської церкви Іль Джезу . Подовжена вівтарна ширина центральної нави, закрита пласка. На південному фасаді храму розташована Голгофа – комплекс із трьох скульптур XVIII ст. Головний вівтар із зображенням Відвідин св. Elżbiety є одним з найбільших реалізацій барокової різьби по дереву в Кракові. У 1711 році єпископ Міхал Шембек освятив його. Серед багатьох значних творів мистецтва особливої уваги заслуговують величні лавки середини XVII-XVIII століть. Бароковий монастир 17 століття був розширений у першій половині 20 століття ще на два поверхи. На склепіннях монастирів є розписи середини 18 століття, які зображують історію костелу на Піску та історію образу Матері Божої Піщаної.
Малюнок Христа, що несе хрест у храмі, привезено після 1945 року з костелу Відвідин Пресвятої Богородиці у Львові .
У стіні костелу збереглася кам'яна брила з відбитком стопи, розташована з боку вулиці Гарбарської. Це так звана ступня королеви Ядвіги, пов'язана з легендою про візит королеви на будівництво та її подарунок одному з каменярів  .

## Каплиця Божої Матері Піщаної
З боку вулиці Гарбарської до костелу примикає каплиця Матері Божої Піщаної за проектом Джованні Тревано . Вона перекрита куполом з ліхтарем, який увінчує позолочена статуя Діви Марії з немовлям 1678 року. На фасаді встановлено пам’ятну дошку на честь коронації розпису в 1883 році. Образ Матері Божої Піщаної, також відомої як «Краківська Богоматір», був намальований на стіні невідомим чернцем наприкінці XV століття. Каплиця, зруйнована під час шведського потопу, була відбудована на кошти, залишені на ці цілі в заповіті єпископа Пьотра Гембіцького . Тут перед виїздом до Відня у 1683 році молився король Ян ІІІ Собеський . Нинішній неокласичний вівтар заснував єпископ Каєтан Ігнацій Солтик у 1785 році. Єпископ Альбін Дунаєвський увінчав картину папськими коронами до 200-річчя перемоги під Віднем. Корони для Мадонни розробив Ян Матейко, який тут у 1864 році одружився з Теодорою Ґібултовською . У каплиці розташовані 2 органи на двох здвоєних хорах у бічних частинах каплиці.

## Галерея

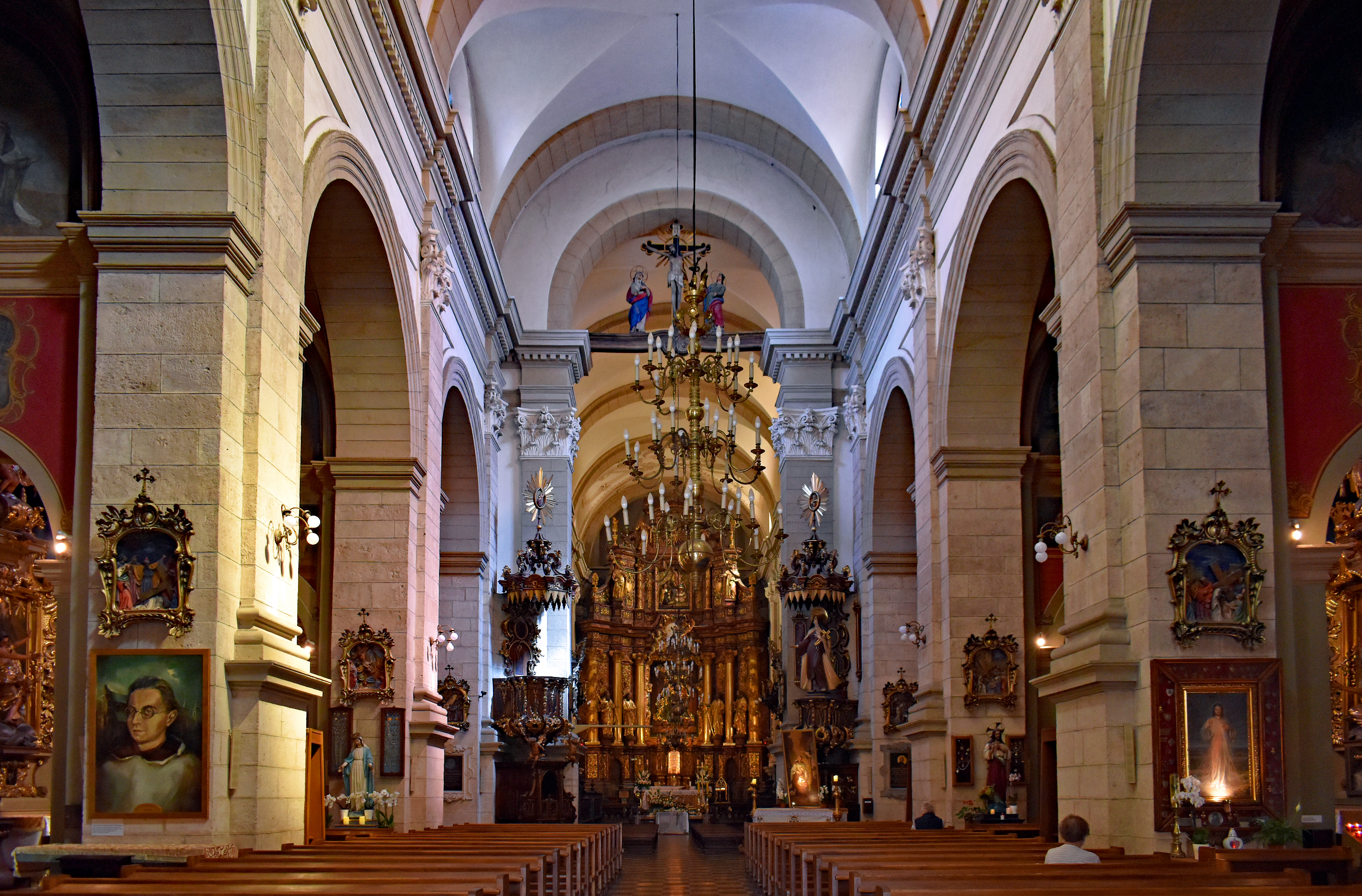
Інтер'єр костелу
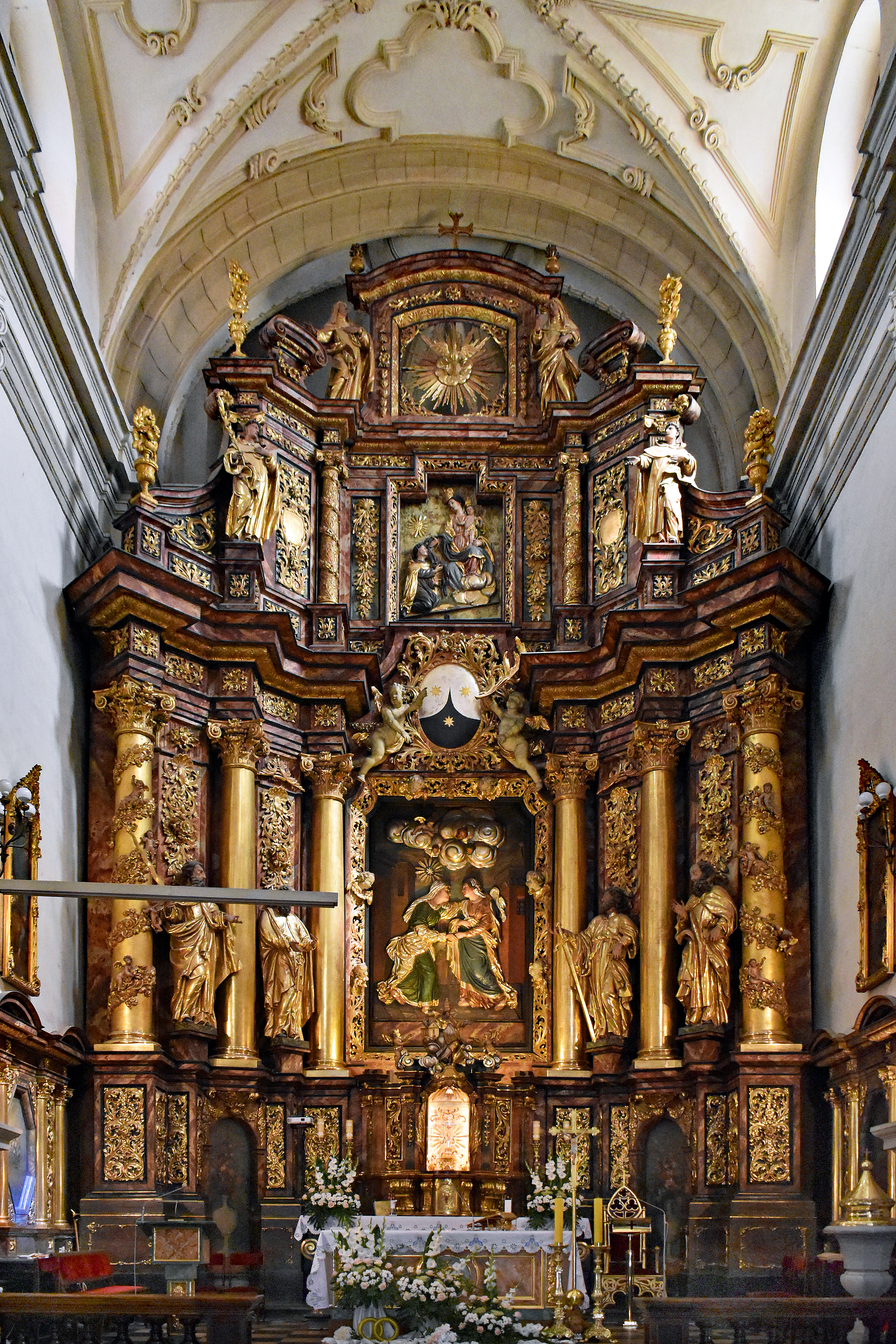
Головний алтар
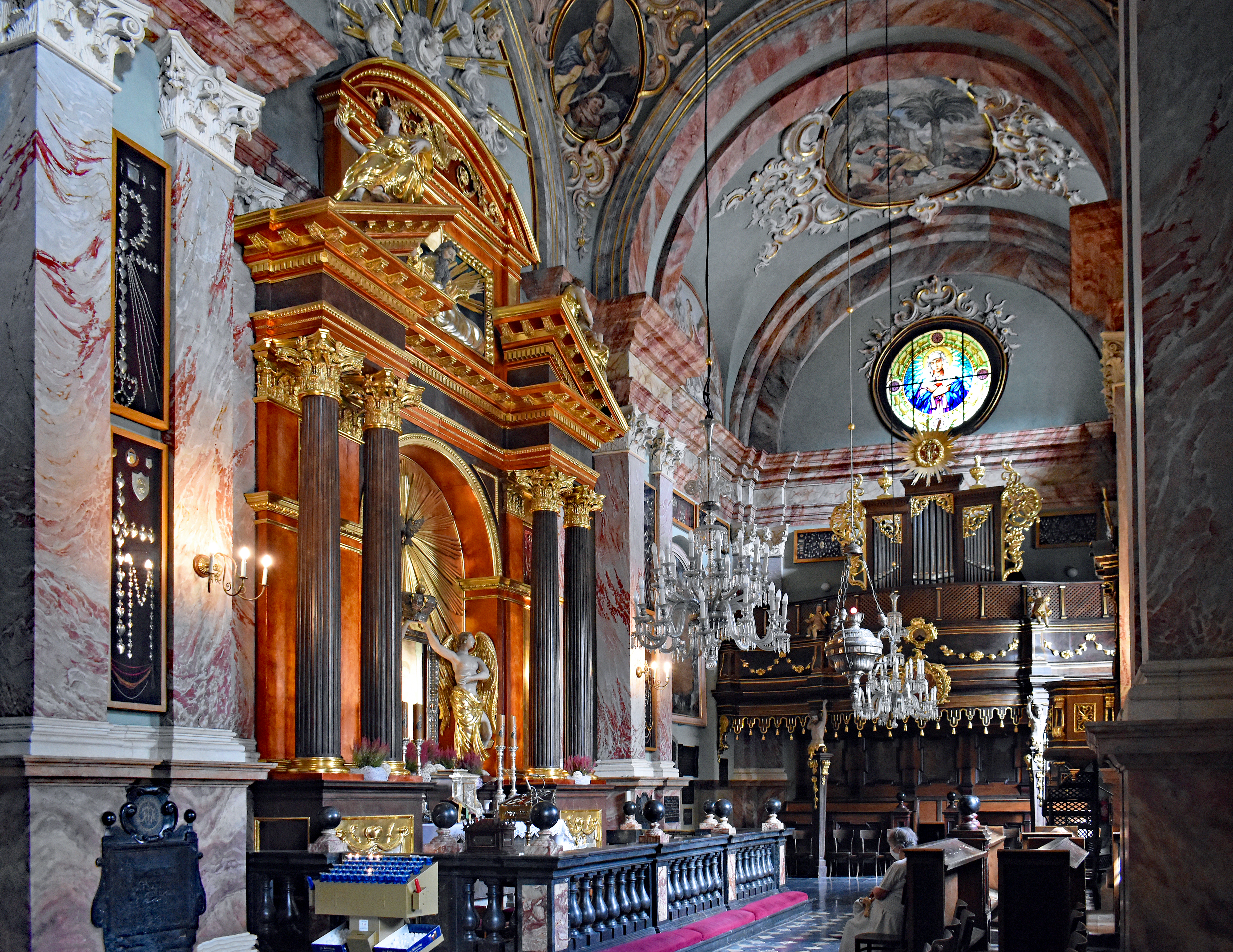
Каплиця Матері Божої Піщаної
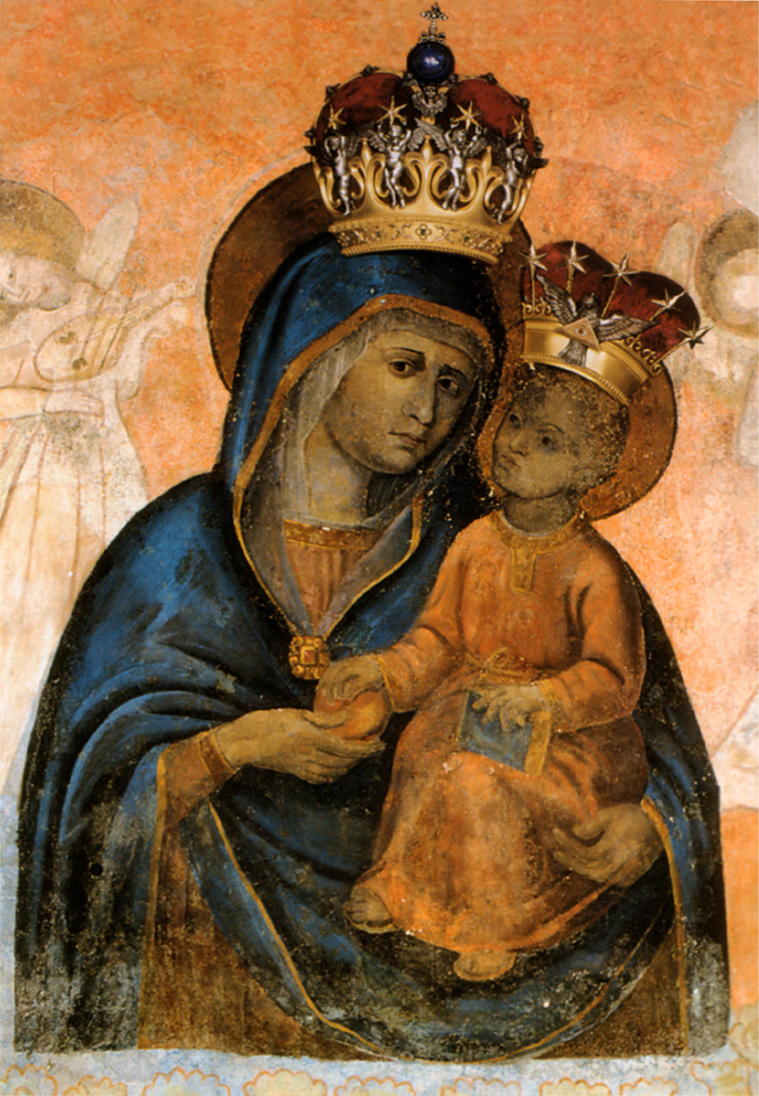
Мати Божа Піщана
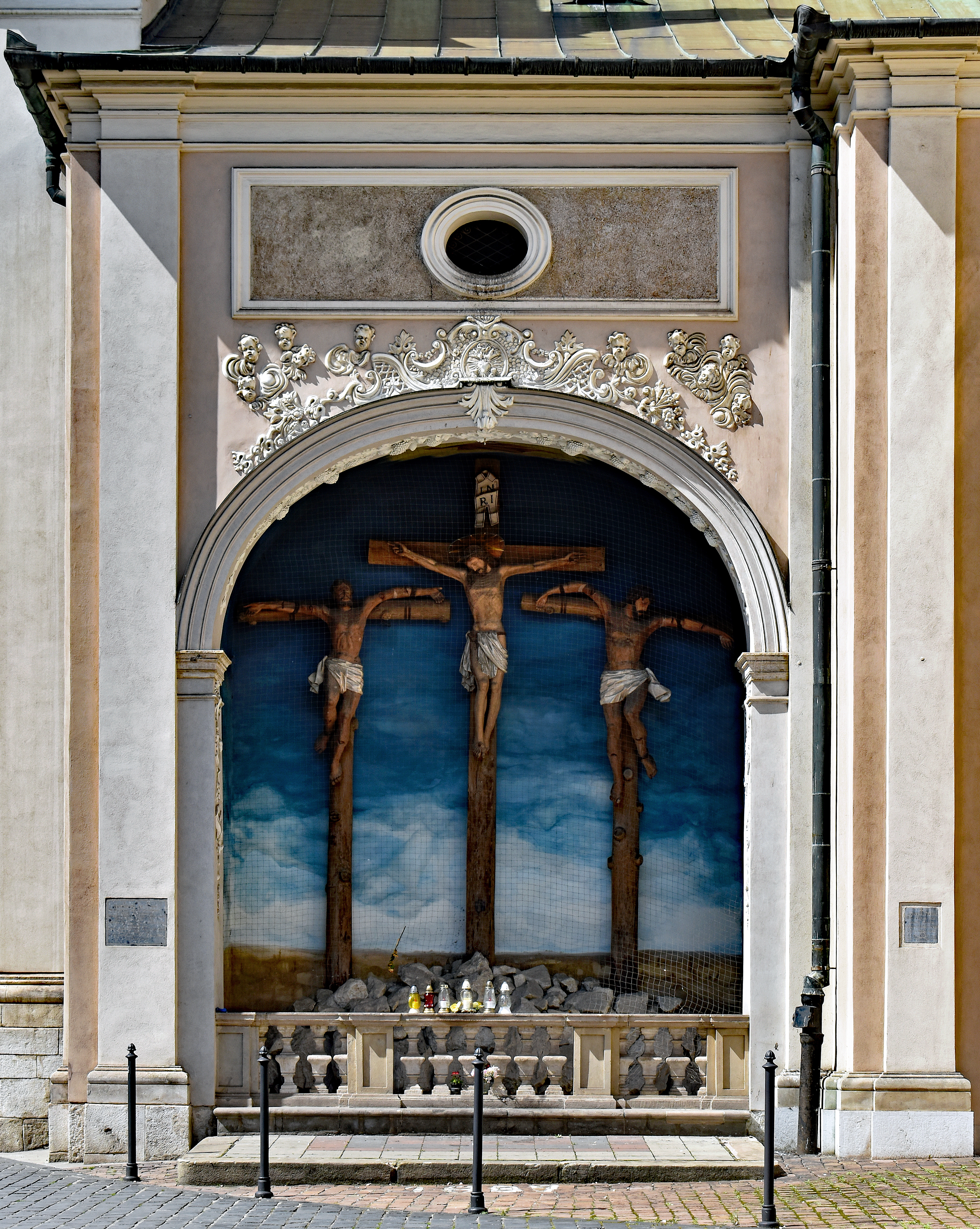
Голгофа
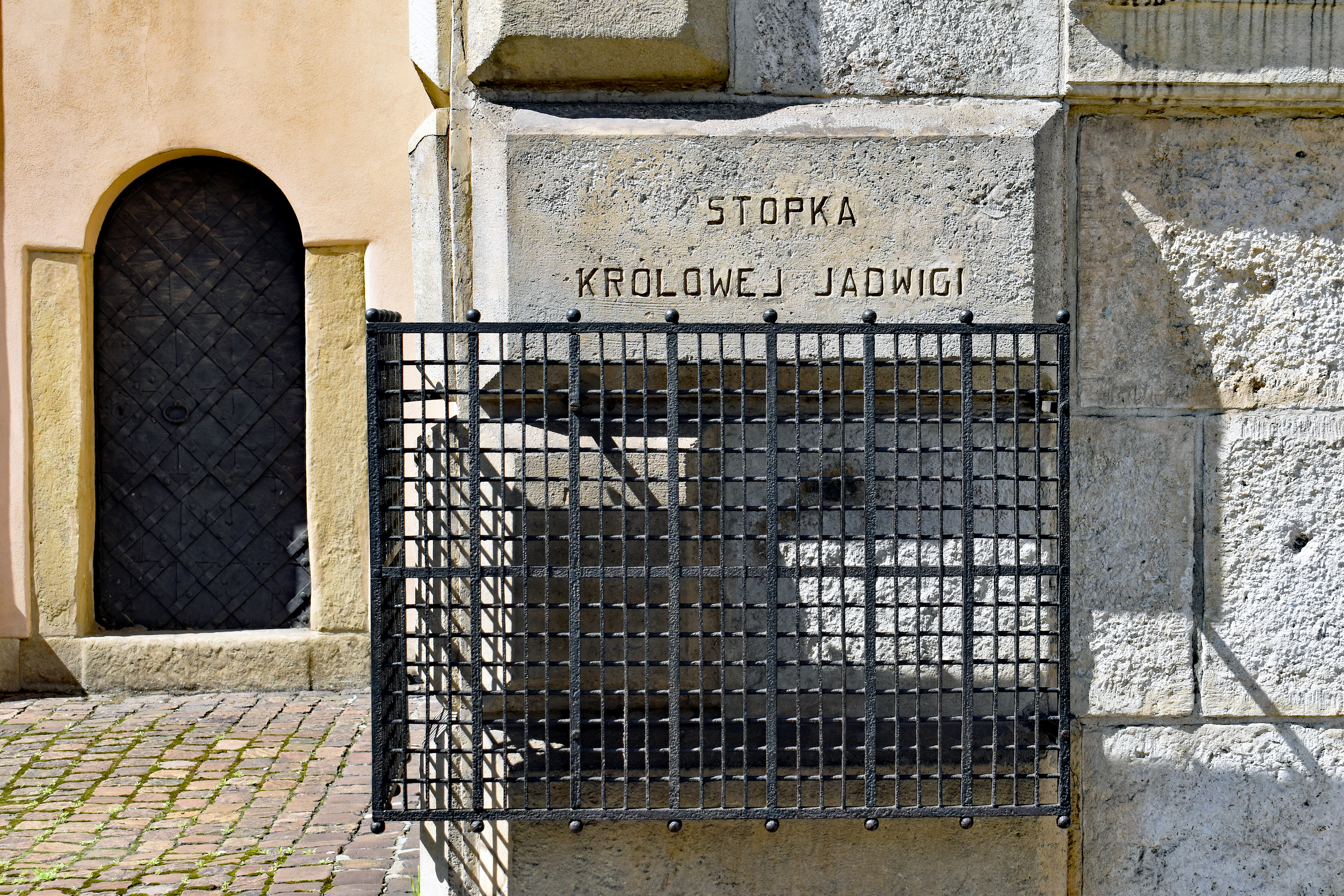
Стопа королеви Ядвігі
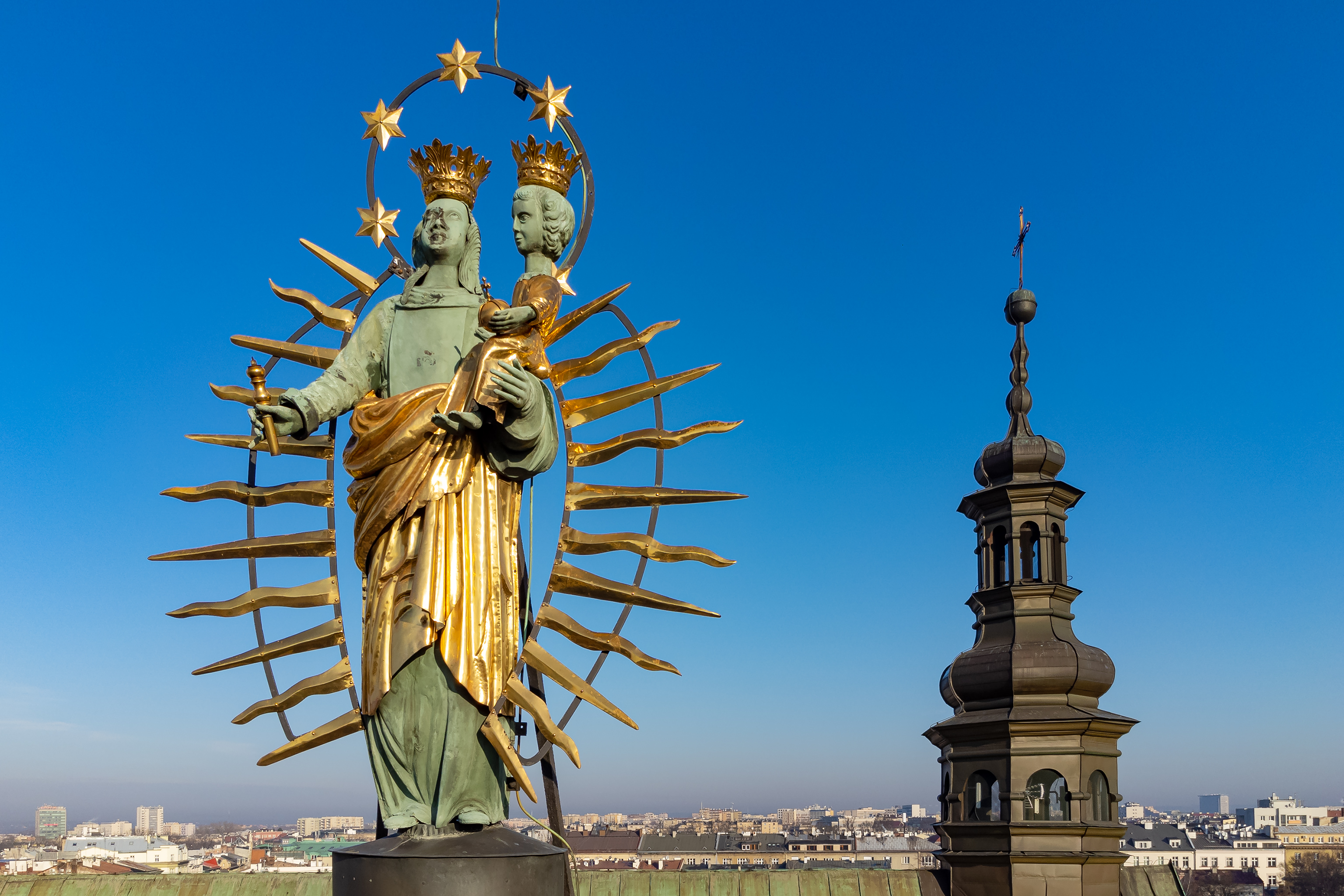
Статуя Матері Божої з Немовлям на куполі каплиці Божої Матері Піщаної
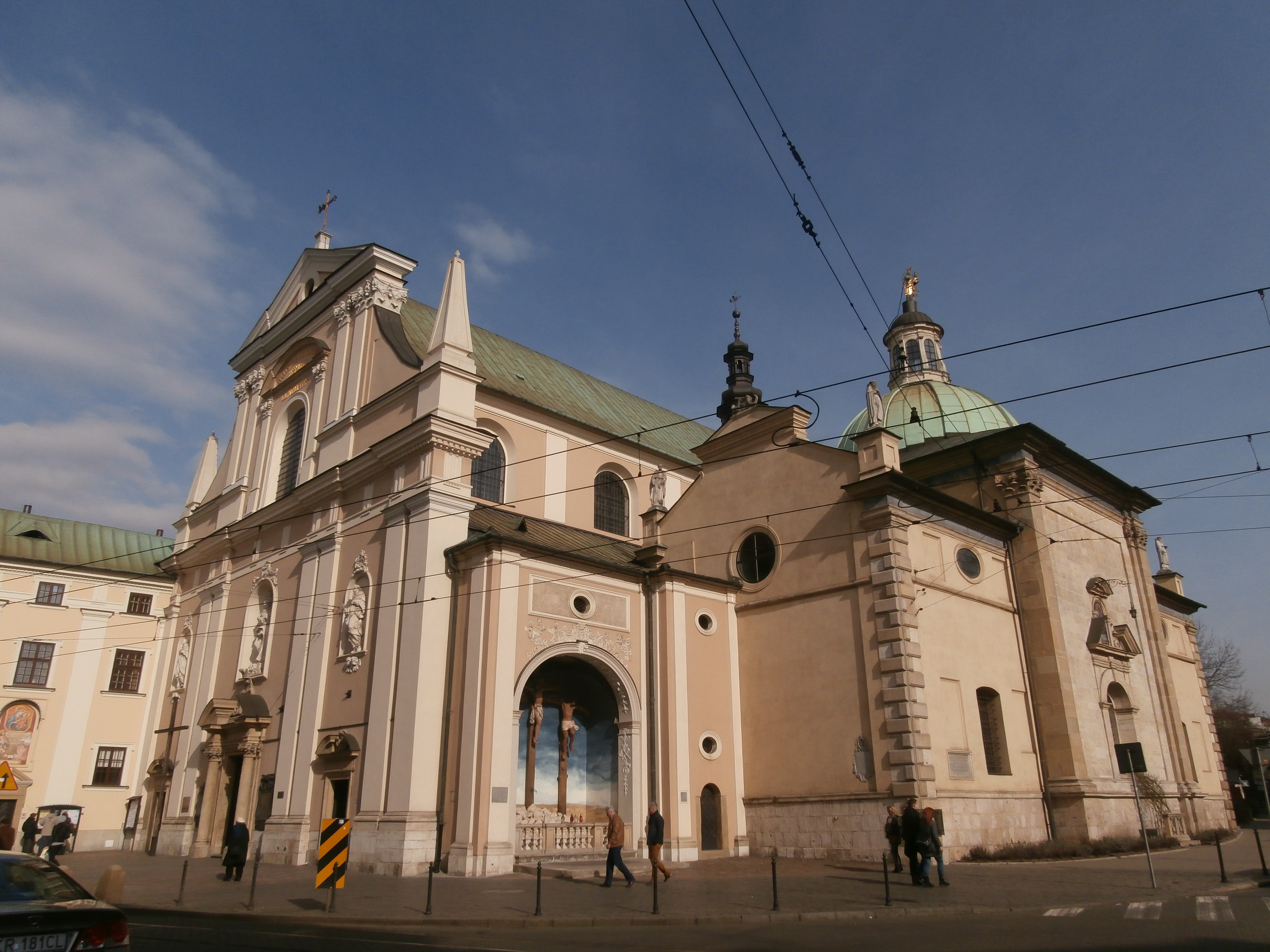
Вид на костел збоку

## Виноски
1. ↑  Реєстр пам'яток
2. ↑  Legenda o stópce królowej Jadwigi. Архів оригіналу за 21 квітня 2016. Процитовано 4 березня 2023. [Архівовано 2016-04-21 у Wayback Machine.]

## Зовнішні посилання
- Сайт парафії